# کیم مارتین هاسون
کیم مارتین هاسون (انگلیسی: Kim Martin Hasson؛ زادهٔ ۲۸ فوریهٔ ۱۹۸۶) بازیکن هاکی روی یخ اهل سوئد است.